# Alfredo Possolo Hogan
Alfredo Possolo Hogan (* 29. November 1830 in Lissabon; † 16. April 1865 ebenda) war ein portugiesischer Schriftsteller, der vor allem als Romancier und Dramatiker tätig war. In der zweiten Hälfte des 19. Jahrhunderts erfreute sich das Werk – auch posthum – einer großen Beliebtheit in Lissabon und wurde dort häufig gespielt und gelesen.

## Leben und Wirken
Alfredo Possolo Hogan wurde als Sohn von Federico Hogan de Mendoça geboren. Zeitlebens blieb er trotz großer Erfolge als Dramatiker vor allem in Lissabon als Postbeamter tätig und schlug sich bisweilen mit starken finanziellen Problemen herum.
Seine Werke, vornehmlich Romane und Theaterstücke, waren geprägt durch Alexandre Dumas der Ältere und Eugene Sue. Er war ein Viel- und Schnellschreiber, was nicht immer ohne Fehler blieb. Alfredo Possolo Hogan war ein Anhänger der „Schwarzen Romantik“ in Portugal, die er reichhaltig in sein Werk einfließen ließ und somit lange als ein führender Exponent seiner Zeit in diesem Genre in Portugal galt. Der Dichter war in der zweiten Hälfte – auch posthum – äußerst populär geworden. Seine Stücke wurden bis zur Jahrhundertwende viel gespielt und seine Bücher waren in Portugal jahrzehntelang Bestseller, obwohl sie nach heutigem Maßstab eher der Trivialliteratur zugeordnet werden müssen.
Alfredo Hogan starb am 16. April 1865 im Alter von 34 Jahren in Lissabon.

## Werk
- Misterios de Lisboa, (4 Bände), 1851, Roman.
- Dois angelos ou um casamento forçado, (2 Bände), 1851.
- Marco Tulio ou o agente dos jesuitas, 1853, Roman.
- A mão do finado, 1854, Roman.
- Os dissapadores, 1858, Theaterstück.
- A mascara social, 1861, Theaterstück.
- Nem tudo que luz e oiro, 1861, Theaterstück.
- A vida em Lisboa, 1861, Theaterstück.
- O juizo do mundo, 1861, Theaterstück.
- O dia de primeiro de Dezembro de 1640, 1862, Theaterstück.